# Brissac Loire Aubance
Brissac Loire Aubance é uma comuna francesa na região administrativa da Pays de la Loire, no departamento de Maine-et-Loire. Estende-se por uma área de 120,89 km². Em 2010 a comuna tinha 11 132 habitantes (densidade: 92,1 hab./km²).
A municipalidade foi estabelecida em 15 de dezembro de 2016 e consiste na fusão das antigas comunas de Les Alleuds, Brissac-Quincé, Charcé-Saint-Ellier-sur-Aubance, Chemellier, Coutures, Luigné, Saint-Rémy-la-Varenne, Saint-Saturnin-sur-Loire, Saulgé-l'Hôpital e Vauchrétien.